# Surjawarman I
Surjawarman I (ur. ? zm. ok. 1048) – król Imperium Khmerskiego od ok. 1010 do ok. 1048. 

## Życiorys
Prawdopodobnie pochodził z wysoko postawionej rodziny urzędniczej lub był spokrewniony z książętami syjamskimi. Z inskrypcji na murach świątyń w Angkor wynika, że konflikt i walka o wpływy pomiędzy rodziną królewską a urzędnikami narastał od dłuższego czasu. Surjawarman I, który w 1002 roku pokonał panującego wówczas króla Udajaditjawarmana I, po trwających do około 1010 roku walkach z następcą Udajaditjawarman I Dżajawirawarmanem i wkroceniu do stolicy został królem.
Na początku swojego panowania w ciągu jednej kampanii podbił cały Syjam. Szacuje się, iż za jego panowania liczba miast rządzonych przez Khmerów wzrosła ponad dwukrotnie.
Ustanowiona przez niego dynastia trwała do około 1080 roku. Pierwszym następcą Surjawarman I został jego syn Udajaditjawarman II, panujący do 1065 roku, a następnie kolejny syn Harszawarman III. Surjawarman I rozszerzył obszary imperium na zachód o cześć królestwa Dwarawati aż do Lop Buri, na wschód od delty Mekongu. 
Uczynił z buddyzmu religię państwową. 
Jego największym osiągnięciem budowlanym była prawdopodobnie budowa największego w całym imperium zbiornika wodnego Zachodniego Barayu o wymiarach 8 na 2,1 km. Za jego panowania rozpoczęto prace na budową kompleksu świątynnego Preah Khan Kompong Svay, a także rozbudowano świątynie Banteay Srei, Wat Ek Phnom, Phnom Chisor, Preah Vihear. Za jego panowania ukończono świątynie Phimeanakas i kontynuowano prace przy Ta Keo (w obu przypadkach pracę rozpoczął Dżajawarman V), pierwszej khmerskiej świątyni z piaskowca. Doszło też do znacznej rozbudowy stolicy.